# سید علی قاضی

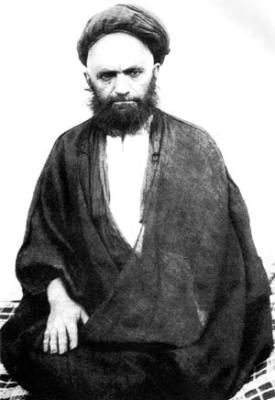

سید علی قاضی طباطبایی تبریزی (زاده ۷ فروردین ۱۲۴۸ در تبریز – درگذشته ۸ بهمن ۱۳۲۵ در نجف) مجتهد، فقیه، حکیم و عارف شیعه سده سیزده و چهارده خورشیدی بود.

## نسب
وی از نوادگان عبدالوهاب تبریزی که نسب وی هم به حسن مثنی ابن حسن مجتبی می‌رسد.

## زندگی
وی در ۷ فروردین ۱۲۴۸ (۱۳ ذیحجه ۱۲۸۵) در تبریز زاده شد. وی فرزند میرزا حسین قاضی طباطبایی (درگذشته ۱۲۷۲ ش) بود. سلسله نسب آن‌ها به عبدالوهاب تبریزی و از طریق او به علی بن ابی‌طالب می‌رسد. خاندان قاضی پیشینه‌ای کهن در تبریز دارند و سید محمدعلی قاضی طباطبایی و همچنین سید محمدحسین طباطبایی و برادرش سید محمدحسن الهی طباطبایی از این خاندان هستند.
پدرش میرزا حسین قاضی خود اهل معرفت و از شاگردان میرزا محمدحسن شیرازی بوده و کتابی در تفسیر سوره حمد و انعام نوشته و در سلوک عرفانی شاگرد امامقلی نخجوانی بوده است.

## تحصیلات حوزوی
سید علی قاضی علوم مقدماتی را در تبریز در نزد پدرش، سید حسین قاضی و میرزا موسی تبریزی و میرزا محمدعلی قراچه داغی آموخت. دروس ادبیات عرب و ادبیات فارسی را در نزد میرزا محمدتقی تبریزی متخلص به «نیر» خواند. سید علی قاضی در سال ۱۲۷۲ شمسی در سن ۲۴ سالگی عازم نجف شد. او پس از اقامت در نجف، تحصیلات خود را در نزد اساتیدی از جمله فاضل شربیانی، محمد ممقانی، شیخ الشریعه اصفهانی، میرزا حسین خلیلی و آخوند خراسانی ادامه داد و در سن ۲۷ سالگی به درجه اجتهاد رسید.
سید علی قاضی در لغت عرب بی‌نظیر بوده است؛ گفته شده که او چهل هزار لغت از حفظ داشت و شعر عربی را چنان می‌سرود که اعراب تشخیص نمی‌دادند سراینده این شعر غیرعرب است.

## استادان عرفانی وی
سید علی قاضی از نوجوانی تحت تربیت پدرش، سید حسین قاضی بوده و جوهره حرکت و سلوک وی از پدرش بوده است.
وی پس از آن که به نجف رفت، نزد محمد بهاری و سید احمد کربلایی معروف به واحدالعین به یادگیری مکارم اخلاقی و عرفانی پرداخت و این دو نیز از شاگردان ملا حسینقلی همدانی بودند. سلسله استادان ملا حسینقلی همدانی به سید علی شوشتری و سپس به شخصی گمنام به نام ملاقلی جولا می‌رسد.

### در سلسله عرفا
سید علی قاضی به اعتباری از دو طریق به آقامحمد بیدآبادی و سپس سلسله عرفای قدیم می‌رسد:

طریق اول: سید علی قاضی شاگردِ -پدر خود- سید حسین قاضی طباطبایی شاگردِ امامقلی نخجوانی شاگردِ سید قریش حسینی قزوینی شاگردِ ملا محراب گیلانی شاگردِ آقامحمد بیدآبادی.

طریق دوم: سید علی قاضی شاگردِ سید احمد کربلایی شاگردِ ملاحسینقلی همدانی شاگردِ سید علی شوشتری [به نقلی] شاگردِ کاشف دزفولی شاگردِ آقامحمد بیدآبادی.

## شاگردان
بسیاری از استادان سرشناس فلسفه اسلامی و عرفان اسلامی از شاگردان سید علی قاضی بودند. از میان شاگردان مشهور وی می‌توان به موارد زیر اشاره کرد:
- سید عبدالکریم کشمیری
- محمدتقی بهجت[۱۳]
- حسنعلی نجابت شیرازی[۱۴]
- سید عبدالحسین دستغیب[۱۴]
- سید محمدحسین طباطبایی[۱۴]
- سید هاشم حداد[۱۴]
- عباس قوچانی[۱۴]
- محمدتقی آملی[۱۴]
- علی‌محمد بروجردی[۱۴]
- حسن مصطفوی[۱۴]
- سید محمدحسن الهی طباطبایی
- سید ابوالقاسم خویی
- میرزا امیر هادی زاده[۱۵]
- سید عبدالاعلی سبزواری
- سید عباس کاشانی
- علی اکبر برهان
- میرزا علی اکبر مرندی
- آقا نجفی همدانی
- سید حسین یعقوبی قائنی
- سید حسن مسقطی
- سید روح‌الله خمینی

وی عباس قوچانی را که از شاگردان او بود به‌عنوان وصی در امور عرفانی تعیین کرده بود.

### در بیان شاگردان
سید علی قاضی در تفسیر قرآن و معانی آن مهارت داشت و سید محمدحسین حسینی طهرانی از قول سید محمدحسین طباطبائی (از شاگردان سید علی قاضی) می‌گوید:
«ما هر چه داریم از قاضی داریم. … قاضی در تفسیر قرآن کریم ید طولایی داشت و این سبک تفسیر آیه به آیه را قاضی به ما تعلیم دادند و ما در تفسیرالمیزان، از مسیر و روش ایشان پیروی می‌کنیم. ایشان در فهم معانی روایات وارده از ائمه معصومین علیهم السلام ذهن بسیار باز و روشنی داشتند و ما طریقه فهم احادیث را که فقه الحدیث گویند از ایشان آموخته‌ایم.»
سید هاشم حداد، از عرفای معاصر و شاگرد سید علی قاضی، دربارهٔ او می‌گوید:
 «از صدر اسلام تاکنون عارفی به جامعیت قاضی نیامده است. … آقای قاضی یک عالمی بود که از جهت فقاهت بی‌نظیر بود. از جهت فهم روایت و حدیث بی‌نظیر بود. از جهت تفسیر و علوم قرآنی بی‌نظیر بود، حتی از جهت تجوید و قرائت قرآن؛ و در مجالس فاتحه‌ای که احیاناً حضور پیدا می‌نمود، کمتر قاری قرآن بود که جرأت خواندن در حضور وی را داشته باشد، چرا که اشکال‌های تجویدی و نحوهٔ قرائتشان را می‌گفت.»
سید ابراهیم خسروشاهی از طباطبائی نقل می‌کردند که:
«کتابهای معقول را خواندم ولی وقتی خدمت سید علی آقا قاضی رسیدم فهمیدم که یک کلمه هم نفهمیدم!»

## فرزندان
سید علی قاضی چهار زن اختیار کرد و خانواده پرجمعیتی شامل شش پسر (سید مهدی، سید تقی، سید جواد، سید جعفر، سید محمدعلی، سیدحسین که داماد میرزا هاشم آملی است) بود. به تصریح کتاب مهر تابناک که زندگی‌نامه قاضی هست، وی مجموعاً بیست فرزند داشته که یازده پسر را شامل می‌شده است.

## درگذشت
سید علی قاضی در ۸ بهمن ۱۳۲۵ خورشیدی در سن ۷۷ سالگی درگذشت و در قبرستان وادی السلام نجف، نزد پدر خود، به خاک سپرده شد. پدرش البته در تبریز درگذشته بود.

### وصیت‌نامه
وی در وصیت‌نامه خود تأکید بر نماز، زیارت حسین بن علی و نرنجاندن مردم دارد:
«اما وصیتهای دیگر، عمده آن‌ها نماز است. نماز را بازاری نکنید، اول وقت به جا بیاورید با خضوع و خشوع! اگر نماز را تحفظ کردید، همه چیزتان محفوظ می‌ماند و تسبیحه صدیقه کبری سلام الله علیها و آیة الکرسی در تعقیب نماز ترک نشود؛ واجبات است و در مستحبات تعزیه داری و زیارت سیدالشهداء مسامحه ننمایید و روضه هفتگی ولو دو سه نفر باشد، اسباب گشایش امور است و اگر از اول عمر تا آخرش در خدمات آن بزرگوار از تعزیت و زیارت و غیرهما به جا بیاورید، هرگز حق آن بزرگوار ادا نمی‌شود و اگر هفتگی ممکن نشد، دهه اول محرم ترک نشود.
دیگر آنکه، اگر چه این حرفها آهن سرد کوبیدن است، ولی بنده لازم است بگویم، اطاعت والدین، حسن خلق، ملازمت صدق، موافقت ظاهر با باطن و ترک خدعه و حیله و تقدم در سلام و نیکویی کردن با هر بر و فاجر، مگر در جایی که خدا نهی کرده. اینها را که عرض کردم و امثال اینها را مواظبت نمایید! الله اللّه الله که دل هیچ‌کس را نرنجانید!

تا توانی دلی به دست‌آور دل شکستن هنر نمی‌باشد.»